# Portugal aux Jeux olympiques d'été de 2008
Le Portugal participe aux Jeux olympiques d'été de 2008 à Pékin.

## Liste des médaillés portugais

### Médailles d'or
| Sport              | Discipline      | Sportifs     | Performance |
| Médailles d'or : 1 |                 |              |             |
| Athlétisme         | Triple-saut (H) | Nelson Evora | 17,67 m     |

### Médailles d'argent
| Sport                  | Discipline    | Sportifs          | Performance        |
| Médailles d'argent : 1 |               |                   |                    |
| Triathlon              | Triathlon (F) | Vanessa Fernandes | 1 h 59 min 34 s 63 |

### Médailles de bronze
| Sport                   | Discipline | Sportifs | Performance |
| Médailles de bronze : 0 |            |          |             |

## Athlètes portugais par sports

### Athlétisme
| Hommes - 100 m : - Francis Obikwelu - 200 m : - Francis Obikwelu - Arnaldo Abrantes - 400 m haies : - Edivaldo Monteiro - 3 000 m steeple : - Alberto Paulo - 10 000 m : - Rui Pedro Silva - 20 km marche : - João Vieira - Sérgio Vieira - 50 km marche : - Augusto Cardoso - António Pereira - Marathon : - Paulo Gomes - Hélder Ornelas - Lancer de poids : - Marco Fortes - Triple saut : - Nelson Évora | Femmes - 800 m : - Maria do Carmo Tavares - 3 000 m steeple : - Clarisse Cruz - Sara Moreira - Jéssica Augusto - 5 000 m : - Jéssica Augusto - 20 km marche : - Ana Cabecinha - Susana Feitor - Vera Santos - Marathon : - Marisa Barros - Ana Dias - Inês Monteiro - Lancer de poids : - Vânia Silva - Lancer de javelot : - Sílvia Cruz - Saut en longueur : - Naide Gomes - Saut à la perche : - Sandra Tavares |

#### Hommes
| Épreuve          | Athlète           | Séries      | Séries | Quarts de finale | Quarts de finale | Demi-finales | Demi-finales | Finale       | Finale        |
| Épreuve          | Athlète           | Résultat    | Rang   | Résultat         | Rang             | Résultat     | Rang         | Résultat     | Rang          |
| ---------------- | ----------------- | ----------- | ------ | ---------------- | ---------------- | ------------ | ------------ | ------------ | ------------- |
| 100 mètres       | Francis Obikwelu  | 10.25       | 1er Q  | 10.09            | 3e Q             | 10.10        | 6e           | -            | -             |
| 200 mètres       | Arnaldo Abrantes  | 21.46       | 8e     | -                | -                | -            | -            | -            | -             |
| 200 mètres       | Francis Obikwelu  | N.P         | /      | -                | -                | -            | -            | -            | -             |
| 10 000 mètres    | Rui Pedro Silva   | NC          | NC     | NC               | NC               | NC           | NC           | 29 min 09.03 | 34e           |
| 400 mètres haies | Edivaldo Monteiro | 49.89       | 6e     | -                | -                | -            | -            | -            | -             |
| 3000m steeple    | Alberto Paulo     | 8 min 39.11 | 11e    | -                | -                | -            | -            | -            | -             |
| 20 km marche     | Sergio Vieira     | NC          | NC     | NC               | NC               | NC           | NC           | 1h 29 min 51 | 45e           |
| 20 km marche     | João Vieira       | NC          | NC     | NC               | NC               | NC           | NC           | 1h 25 min 05 | 32e           |
| 50 km marche     | João Vieira       | NC          | NC     | NC               | NC               | NC           | NC           | DNF          | /             |
| 50 km marche     | Augusto Cardoso   | NC          | NC     | NC               | NC               | NC           | NC           | 4h 09 min 00 | 40e           |
| 50 km marche     | Antonio Pereira   | NC          | NC     | NC               | NC               | NC           | NC           | 3h 48 min 12 | 11e           |
| Triple saut      | Nelson Évora      | 17,34m      | 2e Q   | NC               | NC               | NC           | NC           | 17,67m       | Médaille d'or |
| Lancer du poids  | Marco Fortes      | 18,05m      | 20e    | -                | -                | -            | -            | -            | -             |

#### Femmes
| Épreuve              | Athlète               | Séries       | Séries | Quarts de finale | Quarts de finale | Demi-finales | Demi-finales | Finale       | Finale |
| Épreuve              | Athlète               | Résultat     | Rang   | Résultat         | Rang             | Résultat     | Rang         | Résultat     | Rang   |
| -------------------- | --------------------- | ------------ | ------ | ---------------- | ---------------- | ------------ | ------------ | ------------ | ------ |
| 800 mètres           | Carmo Tavares         | 2 min 01.91  | 6e     | -                | -                | -            | -            | -            | -      |
| 5 000 mètres         | Jéssica Augusto       | 16 min 05.71 | 14e    | -                | -                | -            | -            | -            | -      |
| Marathon             | Inês Monteiro         | NC           | NC     | NC               | NC               | NC           | NC           | DNF          | /      |
| Marathon             | Ana Dias              | NC           | NC     | NC               | NC               | NC           | NC           | 2h 36 min 25 | 46e    |
| Marathon             | Marisa Barros         | NC           | NC     | NC               | NC               | NC           | NC           | 2h 34 min 08 | 32e    |
| 3 000 mètres steeple | Sara Moreira          | 9 min 34.39  | 10e    | -                | -                | -            | -            | -            | -      |
| 3 000 mètres steeple | Jéssica Augusto       | 9 min 30.23  | 5e     | -                | -                | -            | -            | -            | -      |
| 3 000 mètres steeple | Clarisse Cruz         | 9 min 48.45  | 15e    | -                | -                | -            | -            | -            | -      |
| 20 km marche         | Susana Feitor         | NC           | NC     | NC               | NC               | NC           | NC           | DNF          | /      |
| 20 km marche         | Vera Santos           | NC           | NC     | NC               | NC               | NC           | NC           | 1h 28 min 14 | 9e     |
| 20 km marche         | Ana Cabecinha         | NC           | NC     | NC               | NC               | NC           | NC           | 1h 27 min 46 | 8e     |
| Saut en longueur     | Naide Gomes           | 6,29m        | 16e    | -                | -                | -            | -            | -            | -      |
| Saut à la perche     | Sandra-Helena Tavares | 4,30m        | 9e     | -                | -                | -            | -            | -            | -      |
| Lancer du marteau    | Vânia Silva           | 59,42m       | 23e    | -                | -                | -            | -            | -            | -      |
| Lancer du javelot    | Silvia Cruz           | 57,06m       | 14e    | -                | -                | -            | -            | -            | -      |

### Aviron
Hommes
- 2 de couple poids légers :
  - Nuno Mendes et Pedro Fraga

| Athlète(s)  | Compétition                 | Série         | Série | Quart de finale | Quart de finale | Demi-finale   | Demi-finale | Finale | Finale |
| Athlète(s)  | Compétition                 | Temps         | Rang  | Temps           | Rang            | Temps         | Rang        | Temps  | Rang   |
| ----------- | --------------------------- | ------------- | ----- | --------------- | --------------- | ------------- | ----------- | ------ | ------ |
| Pedro Fraga | Deux de couple poids légers | 6 min 24 s 35 | 3e    | 6 min 39 s 07   | 1er             | 6 min 39 s 23 | 6e          | -      | -      |
| Nuno Mendes | Deux de couple poids légers | 6 min 24 s 35 | 3e    | 6 min 39 s 07   | 1er             | 6 min 39 s 23 | 6e          | -      | -      |

### Badminton
| Hommes - Simple : - Marco Vasconcelos | Femmes - Simple : - Ana Moura |

#### Hommes
[modifier | modifier le code]
| Épreuve | Athlète           | 32éme de Finale             | 16éme de Finale | Huitième de Finale | Quarts de finale | Demi-finales | Finale/ 3e place |
| Épreuve | Athlète           | Résultats                   | Résultat        | Résultat           | Résultat         | Résultat     | Résultat         |
| ------- | ----------------- | --------------------------- | --------------- | ------------------ | ---------------- | ------------ | ---------------- |
| Simple  | Marco Vasconcelos | Sridhar 0-2 (16/21 - 14/21) | -               | -                  | -                | -            | -                |

### Canoë-kayak

#### Eaux calmes
| Hommes - 1 000 m kayak monoplace (K1) : - Emanuel Silva | Femmes - 500 m kayak monoplace (K1) : - Teresa Portela - 500 m kayak biplace (K2) : - Beatriz Gomes et Helena Rodrigues |

| Athlète       | Compétition | Éliminatoires  | Éliminatoires | Demi-finales   | Demi-finales | Finale A | Finale A |
| Athlète       | Compétition | Temps          | Rang          | Temps          | Rang         | Temps    | Rang     |
| ------------- | ----------- | -------------- | ------------- | -------------- | ------------ | -------- | -------- |
| Emanuel Silva | K1 500m     | 1 min 42 s 513 | 6e            | 1 min 45 s 985 | 5e           | -        | -        |
| Emanuel Silva | K1 1000m    | 3 min 31 s 843 | 4e            | 3 min 34 s 508 | 4e           | -        | -        |

### Cyclisme

#### Route
Sérgio Paulinho, médaillé d'argent de la course en ligne en 2004 à Athènes, a déclaré forfait en raison de problèmes d'allergie à six jours de la course. La fédération portugaise ne l'a pas remplacé. Par conséquent, seuls deux coureurs portugais sont au départ.
Hommes
- André Cardoso
- Nuno Ribeiro

| Athlète       | Compétition     | Temps         | Rang |
| ------------- | --------------- | ------------- | ---- |
| Nuno Ribeiro  | Course en ligne | 6 h 26 min 17 | 27e  |
| André Cardoso | Course en ligne | 6 h 39 min 42 | 71e  |

### Équitation
Mixte
- Dressage individuel :
  - Miguel Ralão Duarte
  - Carlos Pinto
  - Daniel Pinto
- Dressage par équipes :
  - Miguel Ralão Duarte, Carlos Pinto et Daniel Pinto

### Escrime
| Hommes - Épée individuel : - Joaquim Videira | Femmes - Fleuret individuel : - Débora Nogueira |

### Gymnastique

#### Trampoline
| Hommes - Diogo Ganchinho | Femmes - Ana Rente |

### Judo
| Hommes - 66 kg : - Pedro Dias - 73 kg : - João Pina - 81 kg : - João Neto | Femmes - 48 kg : - Ana Hormigo - 52 kg : - Telma Monteiro |

### Natation
| Hommes - 100 m nage libre : - Tiago Venâncio - 200 m nage libre : - Tiago Venâncio - 1 500 m nage libre : - Fernando Costa - 100 m papillon : - Simão Morgado - 200 m papillon : - Pedro Oliveira - 200 m dos : - Pedro Oliveira - Carlos Almeida - 10 km marathon : - Arseniy Lavrentiev - 200 m 4 nages individuel : - Diogo Carvalho | Femmes - 100 m papillon : - Sara Oliveira - 200 m papillon : - Sara Oliveira - 200 m dos : - Diana Gomes - 10 km marathon : - Daniela Inácio |

### Taekwondo
Hommes
- - 58 kg :
  - Pedro Póvoa

### Tennis de table
Hommes
- Simple :
  - João Monteiro
  - Marcos Freitas
  - Tiago Apolónia

### Tir
Hommes
- 10 m pistolet à air :
  - João Costa
- 50 m pistolet :
  - João Costa
- Trap :
  - Manuel Vieira da Silva

### Tir à l'arc
Hommes
- Epreuve individuelle :
  - Nuno Pombo

### Triathlon
| Hommes - Duarte Marques - Bruno Pais | Femmes - Vanessa Fernandes, médaillée d'argent |

### Voile
Hommes
- RS:X :
  - João Rodrigues
- Laser :
  - Gustavo Lima
- Star :
  - Afonso Domingos et Bernardo Santos
- 49er :
  - Jorge Lima et Francisco Andrade
- 470 :
  - Álvaro Marinho et Miguel Nunes